# Mariló Àlvarez Sanchis

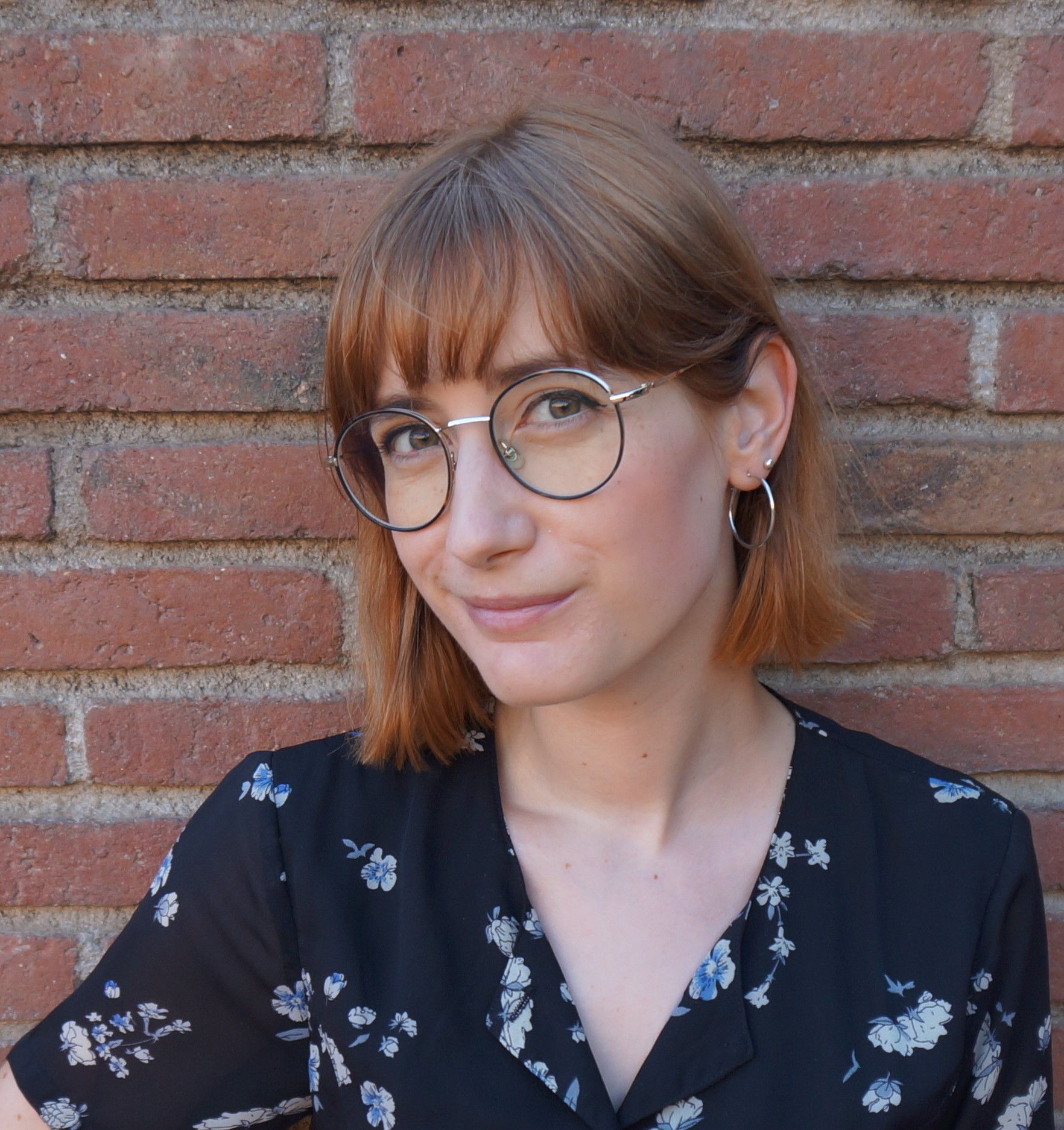

Mariló Àlvarez Sanchis (Picassent, Horta Sud, 1987) és llicenciada en Periodisme per la Universitat de València i escriptora. Al maig de 2022 va posar en marxa el segell juvenil d'Indòmita a l'editorial Raig Verd, apostant per les històries compromeses, ecofeministes, LGTBI+ i rebels, amb autores com T. Kingfisher, Akwaeke Emezi o Diana Wynne Jones, moltes de les quals mai havien estat traduïdes al català. Al setembre de 2023 entra a formar part del segell de literatura fantàstica Minotauro (Grupo Planeta), on s'encarrega de portar endavant obres de ciència-ficció, fantasia i terror.
Com a autora, ha publicat articles a revistes com Gargots i La veu, diversos relats en reculls i recopilatoris de tot tipus, a més de mitja dotzena de novel·les i una antologia de relats de ciència-ficció.

## Biografia literària
El 2018 va publicar la seva primera novel·la, una distopia juvenil titulada La primera onada (Edicions Bromera) —traduïda al castellà com La primera oleada (Algar, 2021)—, així com el seu primer recull de contes de ciència-ficció, Relats d'un futur imperfecte (Edelvives – Baula). El 2020 va ser guardonada amb el Premi València Nova de Narrativa (dins els Premis València) per La taxidermista d'emocions (Edicions Bromera), una novel·la de caràcter realista a cavall entre la literatura per a adults i la literatura juvenil. Iniciava així la seva etapa com a escriptora professional amb una trajectòria eclèctica, centradaen els gèneres fantàstics però apostant pels models híbrids.
El 2022 Àlvarez va publicar la seva primera incursió en la literatura infantil a Edicions Bromera: una adaptació de Pinotxo (il·lustrada per Marc Bou) per a lectores i lectors a partir de 8 anys. El mateix any, va veure la llum Piranya social, novel·la juvenil editada per Sembra Llibres i que constitueix un homenatge al món friki, a més d'una reflexió sobre l'autoestima i la identitat. Més endavant aquest mateix any, va publicar Suïcidis S.A. Arxivat 2022-10-01 a Wayback Machine. (Crims.cat, 2022), una novel·la negra amb tints de ciència-ficció que va estar guardonada ex aequo amb el Premi Memorial Agustí Vehí Vila de Tiana, a més de ser finalista de premis de gènere negre com el VLC Negra i el Cubelles Noir.
El 2023 va tancar la bilogia engegada amb La primera onada amb la publicació a Edicions Bromera d'Insurgents, una novel·la que planteja una aventura plena de descobriments, lluita i justícia i que pretén funcionar com una crida a la reflexió sobre els valors fonamentals i la llibertat en un món governat per la manipulació. El mateix any va veure la llum Guia avançada per a pringades espacials (Editorial Chronos), una comèdia de ciència-ficció a l'estil de la Guia avançada per a autoestopistes de Douglas Adams barrejada amb el to irreverent de les pel·lícules de Guy Ritchie. En forma de novelette, l'obra es va publicar en una edició capiculada conjuntament amb Lleialtat de lladres, d'Alister Mairon.
Uns mesos després, Àlvarez va guanyar el Premi de No Ficció Infantil Ma Dolores Català Amoròs (Edicions del Bullent) amb el text Literatura per a principiants, un repàs a la història de l'escriptura que destaca el paper de les dones en la literatura i el posa a l'abast de la mainada.
Dins la seva trajectòria literària s'inclouen també el relat breu Les trampes de la memòria (Fundació Bromera, 2021) i el recull de relats A la ciutat no es veuen les estreles (Bromera, 2019).
Així doncs, la major part de la seua producció literària se centra en els gèneres de la ciència-ficció, la fantasia i el terror, encara que sovint a saltat a altres gèneres i ha jugat amb la hibridació.